# Cray-1

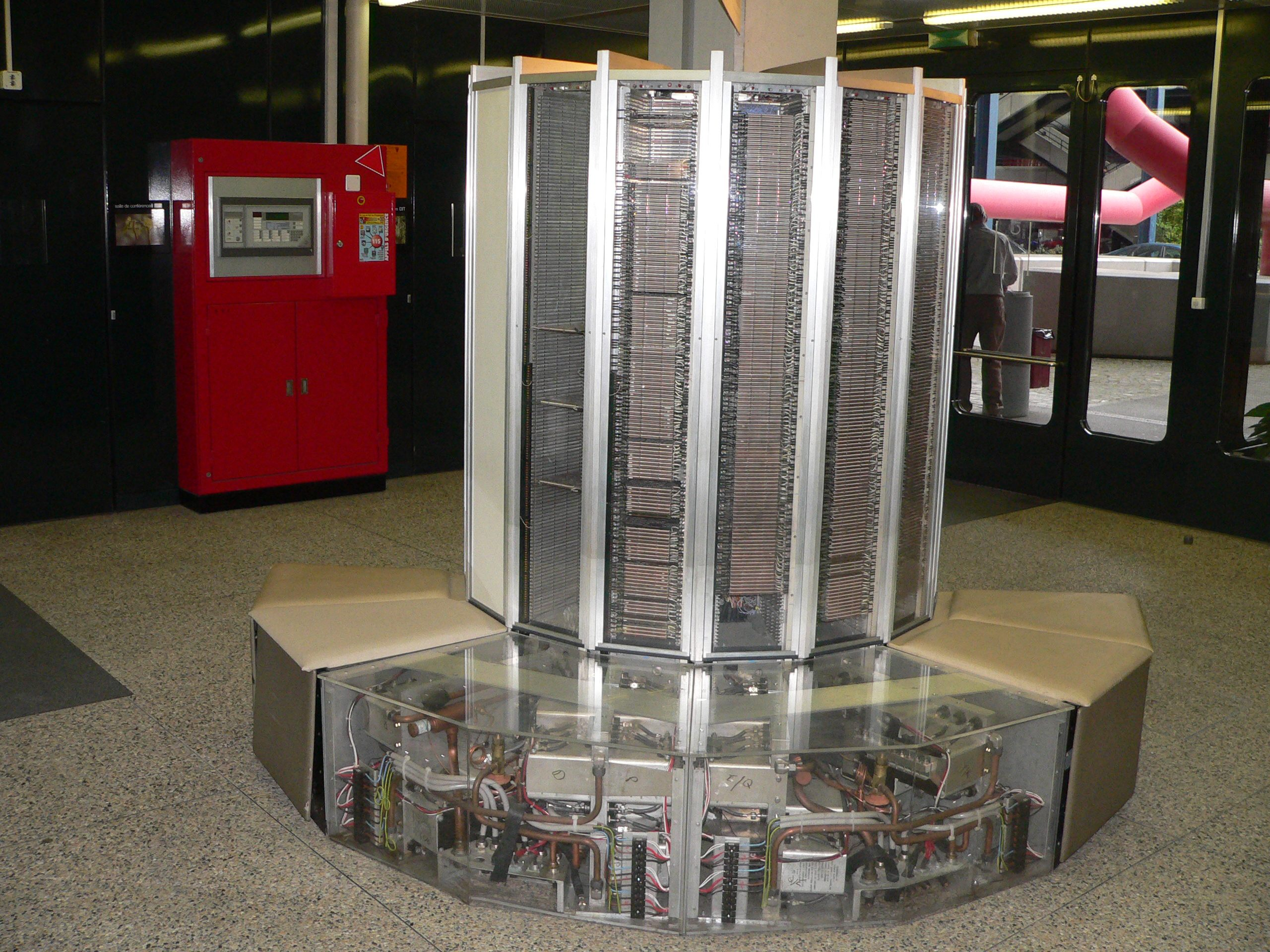
Cray 1

Cray-1 var en superdator som utvecklades av Cray Research under ledning av Seymour Cray. Den första Cray-1-datorn installerades 1976 i Los Alamos National Laboratory. Cray-1 blev en av de mest kända och framgångsrika superdatorerna någonsin. En teknisk aspekt som möjliggjorde dess höga prestanda var vektorinstruktionerna som tillät datorn att göra 64 beräkningar på samma klockcykel, medan de flesta andra dåtida datorer endast gjorde en.
En Cray-1 som köptes in av Saab AB i Linköping 1983 står numera på Tekniska Museet i Stockholm.